# Erik Hansen (atlet)
 For alternative betydninger, se Erik Hansen. (Se også artikler, som begynder med Erik Hansen)
Erik Hansen (10. juli 1930) er en tidligere dansk atlet.
Erik Hansen startede karrieren i Svendborg Gymnastikforening hvor han i 1950 vandt sølv på 400 meter ved DM 1950. Han flyttede til Lyngby ved København og blev medlem af AIK 95, her vandt han DM på 200 meter 1953.

## Danske mesterskaber
- Guld 1953 200 meter 22,4
- Sølv 1950 400 meter 51,2

Ungdomsmesterskaber
-20 år
- Guld 1949 400 meter 51,0

17-18 år
- Guld 1948 400 meter 53,0